# První divize 1929/1930
Soutěžní ročník Prima Divisione 1929/1930 byl 2. ročník třetí nejvyšší italské fotbalové ligy. Konal se od 6. října 1929 do 13. července 1930. Soutěž vyhrál klub Udinese, který porazil ve finále Palermo 3:1. Postup do druhé ligy si vybojovaly také Libertas Lucca, Derthona a poražený finalista Palermo.
Celkem na začátku sezony bylo 60 klubů rozděleny do čtyř skupin. Do severní (Skupina Nord) bylo přiřazeno 45 klubů ze severní Itálie podle krajů a 15 klubů bylo přiřazeno do jižní (Skupina Sud). Nejvíce kluby mělo zastoupeno město Janov: Rivarolese, Sestrese a Corniglianese, které se během sezony odhlásilo a muselo se sloučit s klubem La Dominante. Vítězové svých skupin postoupily do druhé ligy a také hrály o vítězství soutěže. To se hrálo systémem play off. Poslední dva kluby sestupovaly do nižší ligy.

## Tabulky
| Skupina Nord (Sever) | Skupina Nord (Sever)    | Skupina Nord (Sever) | Skupina Nord (Sever) | Skupina Nord (Sever) | Skupina Nord (Sever) | Skupina Nord (Sever) | Skupina Nord (Sever) | Skupina Nord (Sever) | Skupina Sud (Jih) | Skupina Sud (Jih)         | Skupina Sud (Jih) |
| Skupina A            | Skupina A               | Skupina A            | Skupina B            | Skupina B            | Skupina B            | Skupina C            | Skupina C            | Skupina C            | Skupina D         | Skupina D                 | Skupina D         |
| Pořadí               | Klub                    | Body                 | Pořadí               | Klub                 | Body                 | Pořadí               | Klub                 | Body                 | Pořadí            | Klub                      | Body              |
| 1.                   | Libertas Lucca          | 30*                  | 1.                   | Derthona             | 40                   | 1.                   | Udinese              | 42                   | 1.                | Palermo                   | 42                |
| 2.                   | Rivarolese              | 30*                  | 2.                   | Comense              | 38                   | 2.                   | SPAL                 | 39                   | 2.                | Messina                   | 35                |
| 3.                   | Savona                  | 28                   | 3.                   | Lecco                | 32                   | 3.                   | ASPE                 | 36                   | 3.                | Nocerina                  | 35                |
| 4.                   | Carrarese               | 28                   | 4.                   | Monza                | 31                   | 4.                   | Pro Gorizia          | 35                   | 4.                | Foggia                    | 35                |
| 5.                   | VP Viareggio            | 26                   | 5.                   | Fanfulla             | 31                   | 5.                   | Mirandolese          | 31                   | 5.                | Cagliari                  | 34                |
| 6.                   | Ventimiglia             | 26                   | 6.                   | Gallarate            | 30                   | 6.                   | Treviso              | 31                   | 6.                | Tommaso Gargallo          | 32                |
| 7.                   | Acqui                   | 25                   | 7.                   | Varese               | 27                   | 7.                   | Clarense             | 30                   | 7.                | Salernitana               | 30                |
| 8.                   | Sestrese                | 24                   | 8.                   | Vogherese            | 27                   | 8.                   | Anconitana           | 30                   | 8.                | Macerata                  | 29                |
| 9.                   | Pro Lissone             | 23                   | 9.                   | Piacenza             | 27                   | 9.                   | Forli                | 26                   | 9.                | Terni                     | 27                |
| 10.                  | Empoli                  | 22                   | 10.                  | Crema                | 27                   | 10.                  | Mantova              | 25                   | 10.               | Taranto                   | 27                |
| 11.                  | Pisa                    | 19                   | 11.                  | Pavia                | 26                   | 11.                  | Faenza               | 21                   | 11.               | Virtus Lanciano (-2 body) | 24                |
| 12.                  | Rapallo Ruentes         | 18                   | 12.                  | Seregno              | 25                   | 12.                  | Thiene               | 21                   | 12.               | Vomero                    | 23                |
| 13.                  | Sestri Levante (-1 bod) | 12                   | 13.                  | Vigevanesi           | 24                   | 13.                  | Carpi                | 21                   | 13.               | Stabia                    | 18                |
| 14.                  | Astigiani               | 0*                   | 14.                  | Codogno              | 23                   | 14.                  | Grion Pola           | 20                   | 14.               | Acquavivese               | 13                |
| 15.                  | Corniglianese           | 0*                   | 15.                  | Saronno              | 13                   | 15.                  | Rovigo (-1 bod)      | 11                   | 14.               | Foligno (-2 body)         | 12                |

Poznámky
- za výhru 2 body, za remízu 1 bod, za prohru 0 bodů.
- při rovnosti bodů rozhodovalo skóre
- kluby Libertas Lucca a Rivarolese odehrály utkání o první místo. Utkání skončilo 1:0 pro Libertas Lucca.
- kluby Astigiani a Corniglianese odstoupily ze soutěže během sezony.
- kluby Codogno, Saronno, Grion Pola, Rovigo a Foligno díky administrativě zůstaly v soutěži

|  | Postup do 2. ligy + do play off |
|  | Sestup do 4. ligy               |

## Play off
| 1. semifinálový zápas 29. červen 1930 | Udinese | 2 – 0 | Derthona | Vicenza |  |  |
|                                       |         |       |          |         |  |  |
|                                       |         |       |          |         |  |  |

| 2. semifinálový zápas 6. červenec 1930 | Palermo | 2 – 1 | Libertas Lucca | Neapol |  |  |
|                                        |         |       |                |        |  |  |
|                                        |         |       |                |        |  |  |

| finálový zápas 13. červenec 1930 | Udinese | 3 – 1 | Palermo | Řím |  |  |
|                                  |         |       |         |     |  |  |
|                                  |         |       |         |     |  |  |